# 乌马达
乌马达，是西班牙卡斯蒂利亚-莱昂布尔戈斯省的一个市镇。总面积85平方公里，总人口188人（2001年），人口密度2人/平方公里。